# Althea Wishloff
Althea Wishloff ist eine kanadische Indigenenaktivistin, Unternehmerin, Risikokapitalgeberin und Dozentin. Sie ist Mitglied der Gitxsan First Nation (Fireweed, Gisk'haast Clan) aus British Columbia und setzt sich für die Förderung indigener Unternehmen und Gemeinschaften in Kanada und den USA ein.

## Ausbildung
Althea Wishloff erwarb einen Bachelor of Commerce (BCom) an der Sauder School of Business der University of British Columbia (UBC). Während ihres Studiums war sie Teil des Ch’nook Aboriginal Business Education Program, das indigene Studierende unterstützt. Dieses Programm bot ihr nicht nur finanzielle Unterstützung, sondern auch akademische und berufliche Förderung, einschließlich Praktika von 2015 bis 2018 bei der TD Bank Group in Toronto.

## Berufliche Karriere
Nach ihrem Abschluss arbeitete Wishloff in verschiedenen Bereichen, darunter Portfoliomanagement, Civic Tech und Fintech.

### Sidewalk Labs
Von 2016 bis 2019 arbeitete sie bei Sidewalk Labs, wo sie an der Entwicklung von Quayside, einem Smart-City-Projekt in Toronto, beteiligt war.
Quayside ist an Torontos östlicher Uferpromenade. Ziel ist nach eigenen Angaben eine nachhaltige Stadtzone, die Menschen jeden Alters, jeder Herkunft, jeder Fähigkeit und jedes Einkommens eine hohe Lebensqualität bietet, ein dynamisches, integratives und widerstandsfähiges Stadtviertel des 21. Jahrhunderts. Quayside ist ein wichtiger Teil der Vision von Waterfront Toronto für eine erstklassige, ganzheitliche Gemeinde und eine zentrale Verbindung zwischen der Uferpromenade der Innenstadt, den umliegenden Vierteln und der zukünftigen Villiers Island.

### Golden Triangle Angel Network (GTAN)
Von 2019 bis 2021 war sie im Vorstand des Golden Triangle Angel Networks, einer gemeinnützigen Organisation akkreditierter Investoren, die ausschließlich Mitgliedern offensteht und Investitionsmöglichkeiten in vielversprechende junge Unternehmen sucht.
Neben finanzieller Unterstützung bieten die GTAN-Mitglieder dynamischen jungen Unternehmen Mentoring und Zugang zu Kapitalnetzwerken, um Lernen, Networking und Wachstum zu fördern. Das sogenannte Goldene Dreieck, bestehend aus Kitchener-Waterloo, Cambridge, Guelph und Stratford, zählt zu den fünf wachstumsstärksten Regionen Ontarios. Mit einer starken industriellen und landwirtschaftlichen Basis, dem Hightech-Cluster Kitchener-Waterloo und vier bedeutenden postsekundären Bildungseinrichtungen hat diese Region zahlreiche junge Unternehmen und akademische Forschung hervorgebracht und stabile Arbeitsplätze und Wohlstand gefördert. GTAN ist Teil des Angel Network Programms des Ministeriums für Forschung und Innovation von Ontario und Teil der Equation Angels Group.

### Panache Ventures
Von 2018 bis 2022 war sie für Panache Ventures tätig, einem führenden Risikokapitalfonds in Kanada.

### Koble
Von 2021 bis 2023 war sie Co-CEO von Koble, einem Digital-Health-Unternehmen mit einer digitalen Plattform für Gesundheit und Wohlbefinden in den Bereichen Fruchtbarkeit, Schwangerschaft und Wochenbett. Koble wurde 2024 von Dialogue übernommen.

### Schulich School of Business – York University
Von 2020 bis 2025 war sie als Dozentin an der Schulich School of Business der York University tätig, wo sie Kurse in Risikokapital und Private Equity unterrichtete.

### Archangel Network of Funds
Seit September 2022 ist sie Venture Partner beim Archangel Network of Funds, das sich der Beschleunigung des Übergangs Kanadas zu einer Innovationswirtschaft widmet. Das Team besteht aus Unternehmern, Geschäftsführern, erfahrenen Angel-Investoren, Risikokapitalgebern und Fachleuten mit umfangreicher Erfahrung. Unterstützte erfolgreiche Technologiefirmen sollen dabei in das Innovationsökosystem Kanadas reinvestieren.

### Raven Indigenous Capital Partners
Derzeit (Stand 2025) ist sie seit Mai 2023 General Partner bei Raven Indigenous Capital Partners, dem ersten Risikokapitalfonds, der sich auf Investitionen in indigene Unternehmen in Kanada und den USA konzentriert. In dieser Rolle leitet sie Investitionen in Start-ups, insbesondere in den Bereichen Technologie und Gesundheitswesen, dabei arbeitet sie eng mit Nicole Johnny zusammen.

### Tribal Diagnostics
Sie ist auch im Vorstand von Tribal Diagnostics, einem führenden, vollwertigen, von CAP akkreditierten klinischen Labor. Tribal Diagnostics stellt qualitativ hochwertige Labordienstleistungen für unterversorgte Gemeinden bereit, insbesondere die Native American Gemeinden. Native Americans haben eine um 5,5 Jahre kürzere Lebenserwartung als der Durchschnitt in den USA.

### Pow Wow Pitch
Althea Wishloff ist Mitglied des Advisory Councils von Pow Wow Pitch, einer Organisation, die indigene Gründer fördert, und engagiert sich für die wirtschaftliche Stärkung indigener Gemeinschaften.
Powwows sind Versammlungen, bei denen indigene Gemeinschaften tanzen, singen, ihre Kultur ehren und Handel treiben. Es sind lebendige Feste, die ihre Nationen zusammenbringen, bei denen Geschichten ausgetauscht, Wissen weitergegeben und Beziehungen durch den Geist der Gegenseitigkeit gestärkt werden.
Pow Wow Pitch ist nach eigenen Angaben eine Graswurzelbewegung, die 2015 auf dem Ottawa Summer Solstice Powwow als Plattform zur Unterstützung indigener Unternehmer entstand. Sie bietet indigenen Unternehmern die Möglichkeit, Ideen auszutauschen, Mentoren zu gewinnen und Zugang zu Ressourcen für das Wachstum ihrer Unternehmen zu erhalten. Verwurzelt im Geist der Gemeinschaft und der sozialen Wirkung, ist es von einem Powwow zu einem florierenden Netzwerk gewachsen, das indigene Unternehmer dazu befähigt, gemeinsam erfolgreich zu sein.
Pow Wow Pitch und Raven Capital haben eine Partnerschaft gegründet, Althea Wishloff ist das Bindeglied.

### Vortragende bei Kongressen
Wishloff ist regelmäßig Vortragende auf Kongressen, etwa beim Elevate Festival in Toronto. Im Oktober 2025 wird sie dort gemeinsam mit anderen Investoren zum Thema Funding Fundamentals: Insider Tips from Investors referieren. Gemeinsam mit Tabatha Bull vom Canadian Council for Indigenous Business wird sie zudem  zum Thema Reimagining Venture Capital: Raven Capital's Vision for Indigenous Entrepreneurs referieren. Es geht dabei um den aktuellen Zustand der indigenen Wirtschaft und welche Veränderungen die  sozialen Herausforderungen erfordern. Indem sie indigene Gemeinschaften, traditionelles Wissen und Werte in den Mittelpunkt der Lösung stellen, wollen sie neu definieren, was nachhaltige Wirkung wirklich bedeutet.

## Persönliches
Wishloff lebt mit ihrer Familie in Lenapehoking, heute besser bekannt als Brooklyn, New York.